# Kleine Heidelberger Liederhandschrift

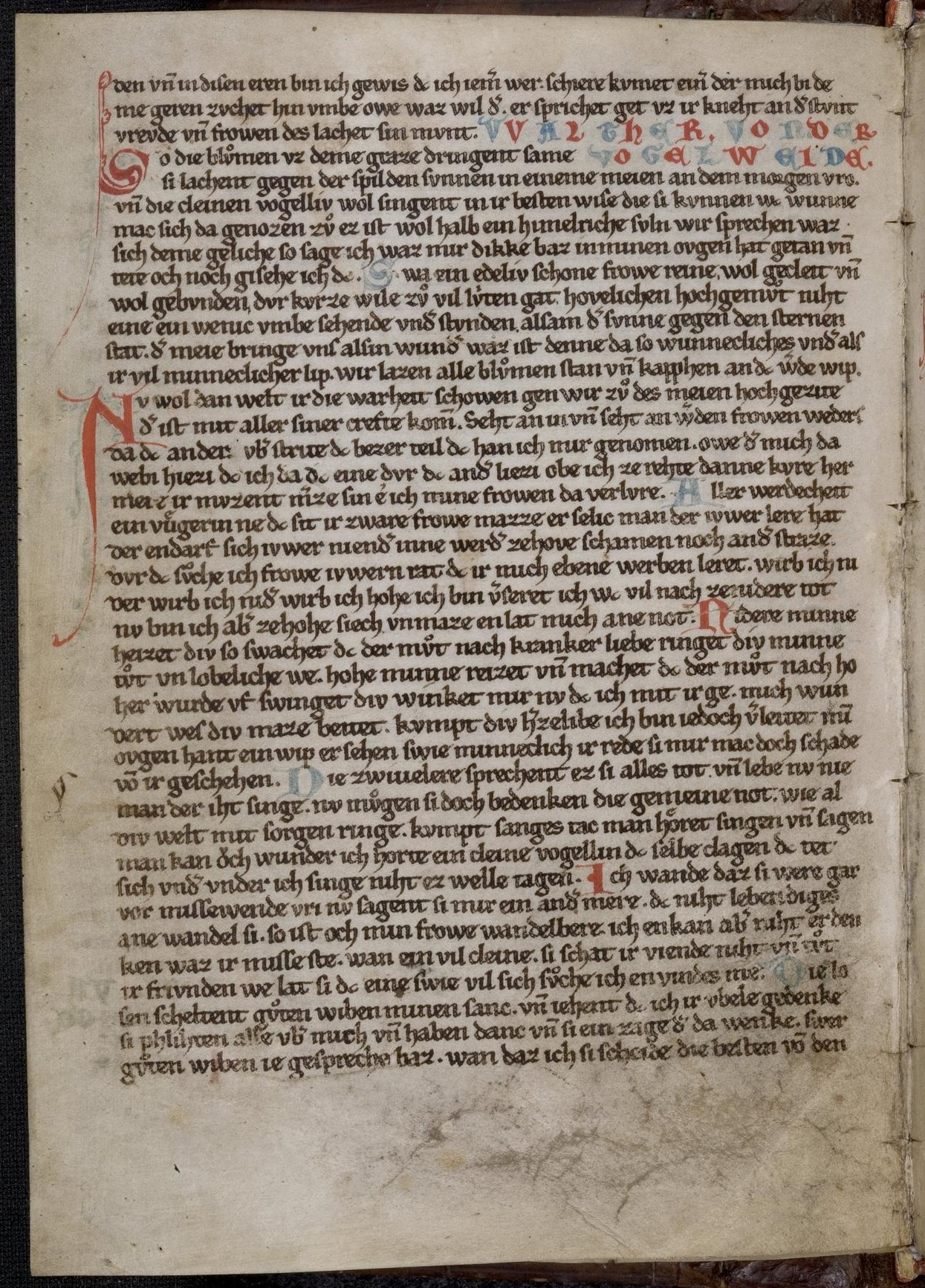
Seite der Kleinen Heidelberger Liederhandschrift mit Autorüberschrift des Walther von der Vogelweide (Universitätsbibliothek Heidelberg, Cod. Pal. germ. 357, Fol. 5^{v}).

Die Kleine Heidelberger Liederhandschrift, kurz oft Handschrift A genannt, ist eine Sammlung mittelhochdeutscher Minnelyrik, die vermutlich gegen Ende des 13. Jahrhunderts im Elsass entstanden ist. Der Auftraggeber ist unbekannt.

## Beschreibung
Sie ist die älteste der drei oberdeutschen Liederhandschriften und enthält auf 45 Pergamentblättern im Kleinformat (Quart: 18,7 × 13,4) Texte vom Ende des 12. und vom Anfang des 13. Jahrhunderts. Die enthaltenen Lieder stammen von Dichtern aus den Jahren 1180 (Heinrich von Rugge) bis 1240 (Neidhart und Bruder Wernher).
Die Schreibsprache ist Alemannisch, im Anhang mit mitteldeutschem Einfluss. Die Handschrift ist in gotischen Minuskeln geschrieben. Der Hauptteil 1–39 ist von einer Hand geschrieben wurden; der Nachtrag wurde von vier Händen verfasst. Die Lieder wurden ohne Spaltengliederung niedergeschrieben, ihre Anfänge wurden durch Paragraphenzeichen markiert. Die Strophenanfänge sind durch teils aufwendig gestaltete Initialen in blau und rot bezeichnet.
Der Hauptteil der Handschrift A ist in 34 Abschnitte beziehungsweise Autorennamen gegliedert; der Nachtrag ist namenlos. Vier oder fünf der genannten Autoren sind in je zwei Sammlungen unter leicht abgewandeltem Namen vertreten, demnach werden etwa 30 Autoren unterschieden. Der Umfang der überlieferten Lieder erstreckt sich von zwei (Reinmar der Junge) bis zu 151 Strophen (Walther von der Vogelweide).
Im Hauptteil sind 791 Strophen und zwei Minneleiche, davon 67 Strophen Unica. Von den 60 Strophen im Anhang sind 22 Unica ebenso wie der Leich aus a.
Der Nachtrag besteht aus 56 Strophen ohne Namensangaben und Initialen. Aufgrund anderer Quellen können sie teilweise bestimmten Dichtern zugeordnet werden. Die letzte Seite enthält jüngere, zersungene, das heißt abgewandelte, Strophen und Federproben.
Die „Kleine Heidelberger Liederhandschrift“ wird heute, ebenso wie die Große Heidelberger Liederhandschrift, in der Universitätsbibliothek Heidelberg aufbewahrt (Signatur: Cod. Pal. germ. 357).